# Dennis Birnstock

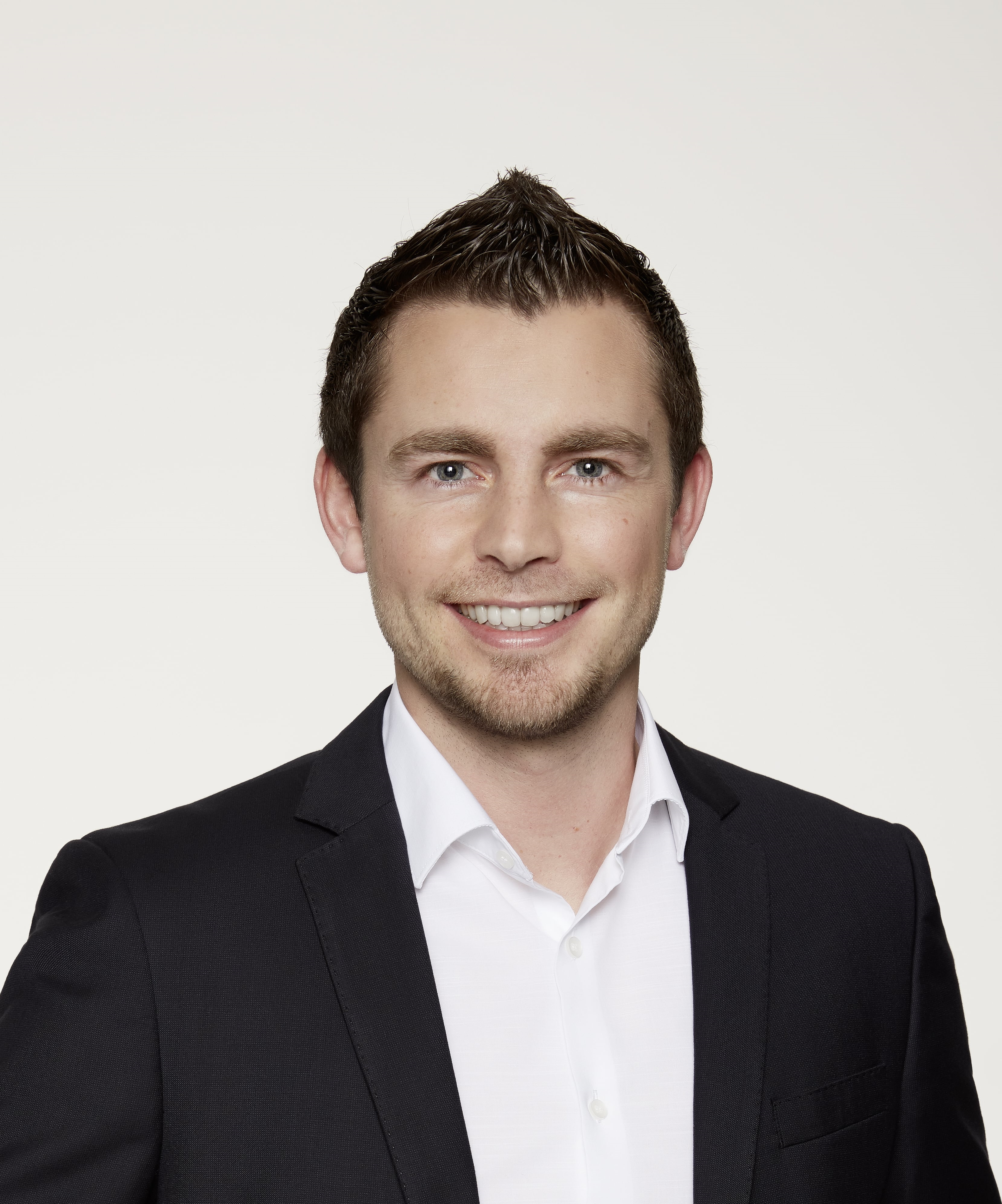
Dennis Birnstock, 2020

Dennis Birnstock (* 7. Februar 1991 in Filderstadt) ist ein deutscher Politiker (FDP). Seit 2021 ist er Abgeordneter im Landtag von Baden-Württemberg.

## Leben
Birnstock besuchte von 1997 bis 2001 die Weilerhau-Grundschule in Filderstadt-Plattenhardt. Anschließend besuchte er von 2001 bis 2009 in Filderstadt das Elisabeth-Selbert-Gymnasium, wo er von 2006 bis 2009 auch als Schülersprecher tätig war. Nach seinem Abitur absolvierte er von 2009 bis 2010 seinen Wehrdienst, unter anderem an der Offizierschule der Luftwaffe. Daraufhin studierte er von 2011 bis 2015 Biotechnologie an der Hochschule Esslingen und schloss mit dem Bachelor ab. Von 2015 bis 2018 legte er seinen Master in Technischer Biologie an der Universität Stuttgart ab. Anschließend war er von 2018 bis 2020 für die TETEC AG in Reutlingen und ab 2020 für die Auregen BioTherapeutics GmbH ebenfalls in Reutlingen tätig.
Birnstock ist seit 2020 verheiratet, Vater einer Tochter und lebt mit seiner Familie in Filderstadt.

## Politik
Von 2006 bis 2009 war Birnstock als Jugendgemeinderat tätig. Von 2011 bis 2015 war er Vorstandsmitglied der Jungen Liberale im Landkreis Esslingen. 2013 trat er in die FDP ein. Von 2014 bis 2024 war er Mitglied des Gemeinderats in Filderstadt, seit 2019 als Vorsitzender der FDP-Fraktion. Von 2014 bis 2019 war er Beisitzer des FDP-Ortsvereins Filderstadt, dessen stellvertretender Vorsitzender er von 2019 bis 2024 war. Seit 2024 ist er wieder Beisitzer im Ortsverband Filderstadt. Seit 2023 ist er Vorsitzender des FDP-Kreisverbands Esslingen.
Bei der Landtagswahl in Baden-Württemberg 2016 trat Birnstock als Ersatzbewerber im Wahlkreis Nürtingen an. Bei der Landtagswahl 2021 wurde er schließlich über ein Zweitmandat im Wahlkreis Nürtingen in den Landtag gewählt. In der FDP/DVP-Landtagsfraktion übernimmt er die Sprecherrollen für Forschung, frühkindliche Bildung, Jugend und Sport. Neben dem Ausschuss für Wissenschaft, Forschung und Kunst sowie dem Ausschuss für Kultus, Jugend und Sport ist er Mitglied im Petitionsausschuss des Landtags von Baden-Württemberg.

## Trivia
Im Juni 2025 wurde Birnstock im Rahmen einer KI-gestützten Bildanalyse des Datingportals „BILD-Dating“ von mehreren Medien als „attraktivster Landtagsabgeordneter Deutschlands“ bezeichnet.